# Y Ngô
Y Ngô hay Ara Türük (Uyghur: ئارا تۈرۈك ناھىيىسى‎, ULY: Ara Türük Nahiyisi, UPNY: Ara Türük Nah̡iyisi?; tiếng Trung: 伊吾县; bính âm: Yīwú Xiàn) là một huyện của địa cấp thị Hami, khu tự trị Tân Cương, Trung Quốc. Y Ngô nằm ở phía đông bắc của khu tự trị ở phần giữa của dãy núi Qarliq Shan.

### Hành chính
Huyện Y Ngô được chia thành 7 đơn vị hành chính cấp hương bao gồm 3 trấn, 3 hương và 1 hương dân tộc. Ngoài ra còn có 3 đơn vị ngang cấp hương khác.
- Trấn: Y Ngô (伊吾镇), Náo Mao Hồ (淖毛湖镇), Diêm Trì (盐池镇)
- Hương: Vi Tử Hạp (苇子峡乡), Hạ Mã Nhai (下马崖乡), Thổ Hồ Lô (吐葫芦乡)
- Hương dân tộc: Kazakh-Tiền Sơn (前山哈萨克族乡)

Đơn vị ngang cấp hương khác
- Nông trường binh đoàn Náo Mao Hồ (兵团淖毛湖农场)
- Ủy viên hội khu khai phát Sơn Nam huyện Y Ngô (伊吾县山南开发区管委会)
- Khu gia công công nghiệp huyện Y Ngô (伊吾县工业加工区)